# Oddelek za zdravstveno nego, Zdravstvena fakulteta v Ljubljani
Oddelek za zdravstveno nego na Zdravstveni fakulteti Univerze v Ljubljani je največji in najstarejši oddelek. Je tudi najstarejši v Sloveniji.
Izobraževanje za zdravstveno nego ima v Sloveniji dolgo tradicijo. Začelo se je že leta 1923 z ustanovitvijo Šole za sestre, ki je začela s poukom 3. janurja 1924. S šolskim letom 1951/52 je Šola za medicinske sestre v Ljubljani začela poleg srednješolk sprejemati tudi kandidatke z zaključeno srednješolsko izobrazbo. Takrat se je v Sloveniji začelo izobraževanje medicinskih sester na višješolskem nivoju. Pomemben mejnik v izobraževanju medicinskih sester je bil pričetek izvajanja univerzitetnega programa zdravstvene vzgoje v študijskem letu 1993/94. Žal se je zadnja generacija vpisala v študijskem letu 1995/96. 
Vsa leta, kar poteka študij zdravstvene nege na višjem in na visokošolskem strokovnem nivoju, je bil cilj izoblikovati medicinske sestre s širokim osnovnim znanjem, da bi lahko uspešno, suvereno in samostojno delovale na vseh nivojih zdravstvene dejavnosti z namenom vzpodbujati in nuditi pomoč posamezniku, družini, družbeni skupini za dosego optimalnih zdravstvenih potencialov.